# Estação Baixa-Chiado
Baixa-Chiado é uma estação dupla do Metropolitano de Lisboa, onde se interligam as linhas Azul e Verde. Situa-se no concelho de Lisboa, em Portugal, entre as estações Restauradores e Terreiro do Paço, na Linha Azul, e Rossio e Cais do Sodré, na Linha Verde. O tempo máximo de circulação pedonal entre as duas estações é dado pela empresa como 1 minuto e 9 segundos. Embora as plataformas das duas linhas se localizem lado a lado, foram inauguradas em datas diferentes, com as plataformas da Linha Verde a iniciarem a sua operação a 18 de abril de 1998 e as da Linha Azul a 8 de agosto de 1998.

## Descrição
Esta estação está localizada a cerca de 45 m de profundidade, na colina do Chiado sob a Rua Ivens, entre o Largo da Academia Nacional das Belas Artes e a Rua Garrett. É a estação mais profunda de toda a rede do Metropolitano de Lisboa. Permite o acesso à Baixa Pombalina, ao Chiado, ao Elevador de Santa Justa, ao Convento do Carmo, ao Teatro da Trindade, ao Teatro Nacional de São Carlos e ao São Luiz Teatro Municipal. O projeto arquitetónico é da autoria do arquiteto Álvaro Siza Vieira e as intervenções plásticas do pintor Ângelo de Sousa. À semelhança das mais recentes estações do Metropolitano de Lisboa, está equipada para poder servir passageiros com deficiências motoras, contando com vários elevadores e escadas rolantes que facilitam o acesso às plataformas.

## História
|  | A 9 de setembro de 2011 a estação Baixa-Chiado foi oficialmente renomeada para Baixa-Chiado PT Blue Station ao abrigo de um acordo de patrocínio firmado com a Portugal Telecom (atual Altice Portugal). A concessão viria a ser desfeita em 2015, revertendo também o nome promocional. |

| Embora tenham sido instalados elevadores entre as plataformas e a plataforma intermédia, logo em 1998, nunca chegou a ser incorporado um ascensor entre a plataforma intermédia e a superfície, ficando a estação inapta para acessibilidade a cadeiras de rodas apesar de estar dotada de escadas rolantes. Para reduzir as dificuldades técnicas e os custos inerentes a esta intervenção, o Metropolitano de Lisboa optou por instalar uma simples plataforma elevatória, apoiada na escadaria estática situada entre cada par de escadas rolantes, orçamentada em 29 541 €. Este equipamento, que assegura a ligação entre a plataforma intermédia e a superfície, entrou em funcionamento em setembro de 2015. |

## Modernização
Tal como previsto no Plano de Desenvolvimento Operacional da Rede, esta estação iria passar por um processo de modernização dos seus equipamentos mecânicos devido à grande afluência e utilização dos mesmo.
A 3 de setembro de 2018 teve início a 1ª fase dos trabalhos de modernização das acessibilidades desta estação, com a substituição do primeiro lanço de escadas mecânicas que permitem o acesso à zona do Largo do Chiado (escadas mecânicas nº 7 e 8). Estes trabalhos ficaram concluídos a 14 de dezembro de 2018.
No final de maio de 2020 teve início a 2ª fase dos trabalhos de modernização das acessibilidades desta estação, com a substituição de três das oito escadas mecânicas que permitem o acesso à zona do Largo do Chiado (escadas mecânicas nº 2, 4 e 6). Estes trabalhos ficaram concluídos no final de novembro de 2020 e tiveram um custo de 490 mil euros.
A 17 de maio de 2023 teve início a 3ª e última fase dos trabalhos de modernização das acessibilidades desta estação, com a modernização das restantes escadas mecânicas que permitem o acesso à zona do Largo do Chiado (escadas mecânicas nº 1, 3 e 5), estando planeado para setembro o início dos trabalhos de substituição das quatro escadas mecânicas que permitem o acesso à zona da Baixa (escadas mecânicas nº 9 a 12). No total esta empreitada terá um custo de 1,5 milhões de euros.

## Acessos
|  | Esta estação conta com dois acesos pedonais entre o átrio e a superfície: Baixa Integrado num edifício preexistente no entroncamento da Rua do Crucifixo com a Rua da Vitória. Está direcionado para nascente e conta com duas escadas mecânicas assim como escadas pedonais e uma plataforma elevatória. Chiado Está localizado no Largo do Chiado, no topo da Rua Garret. Está direcionado para sudoeste e conta com escadas pedonais. |